# Kachemak
Kachemak est une localité d'Alaska aux États-Unis, appartenant au borough de la péninsule de Kenai. Sa population était de 472 habitants en 2010.
Elle est située près d'Homer, sur la Péninsule Kenai, sur la rive nord de la baie Kachemak.
Les températures moyennes vont de −10 °C à −6 °C en janvier et de 7 °C à 18 °C en juillet.
Son nom, ka signifie eau, chek, falaise et mak, grand, est un nom indigène relevé pour la première fois sur un document russe de 1847.
Ses habitants s'approvisionnent et travaillent à Homer.

## Démographie
| 1970 | 1980 | 1990 | 2000 | 2010 | - |
| ---- | ---- | ---- | ---- | ---- | - |
| 76   | 403  | 365  | 431  | 472  | - |